# Mordellistena grammica
Mordellistena grammica là một loài bọ cánh cứng trong họ Mordellidae. Loài này được LeConte miêu tả khoa học năm 1862.